# Rantau Puri
Rantau Puri is een bestuurslaag in het regentschap Batang Hari van de provincie Jambi, Indonesië. Rantau Puri telt 1294 inwoners (volkstelling 2010).